# Симонов Іван Михайлович
Іван Михайлович Симонов (1 липня 1794 — 22 січня 1855) — російський астроном, учасник першої російської експедиції до південних полярних морів (1819—1821 рр.) під керівництвом Фабіана Готтліба фон Беллінсгаузена, ректор Казанського університету.

## Біографія
Народився в Горохівці (нині Владимирська область). Закінчив гімназію в Астрахані в 1808 і вступив у Казанську гімназію, а в 1809 — в Казанський університет. В 1810, будучи студентом, був визнаний гідним ступеня магістра математичних наук, але затвердження затяглося до 1812 через станові труднощів. Займався астрономією, однією з перших його робіт були спільні з Літтровим і Лобачевським спостереження комети 1811 року, результати яких були опубліковані в Казанських вістях у вересні 1811.
У 1814 призначений ад'юнктом, в 1816 — екстраординарним професором Казанського університету.
У 1819—1821 брав участь в навколосвітній експедиції Фабіана Готтліба фон Беллінсгаузена і Михайла Лазарєва на шлюпах «Мирний» та «Восток». Експедиція відкрила 29 островів в Океанії та субантарктиці (як пізніше з'ясувалося, деякі з них були відкриті раніше іншими мореплавцями) та в 1820 році підійшла навідстань у 20 миль до шельфового льодовика Антарктиди. Іван Симонов був єдиним науковцем експедиції, тому виконував не лише астрономічін дослідження, але й дослідження у галузі магнетизму, океанографічні, етнографічні тощо. Професор Симонов привіз з подорожі етнографічну колекцію, яка зберігається в Казанському університеті (Російська Федерація), що налічує 37 предметів — знаряддя праці, зброя, одяг, домашнє начиння, прикраси народів Океанії.
Симонов також залишив докладний опис цієї подорожі. Відряджений від Казанського університету, він був зобов'язаний доповідати про хід плавання попечителю навчального округу М. Л. Магницькому, частина офіційних листів публікувалася в 1822 році на сторінках «Казанського вісника»; в цьому ж виданні публікувався і звіт Симонова — його актова промова 1822 року "Слово про успіхи плавання шлюпів «Востока» і "Мирного « навколо світу та особливо в Південному Льодовитому море в 1819, 1820 і 1821 роках».
Після повернення до Казані в 1822 затверджений у званні ординарного професора астрономії. У 1821—1846 очолював кафедру астрономії, у 1822—1823 і 1825—1830 — декан фізико-математичного факультету. У 1828 відвідав значну частину Казанської губернії і частину Симбірської і Оренбурзької для визначення географічного положення багатьох міст, крім того, за допомогою барометра визначив висоту місць, відвіданих ним. Йому належить, крім численних астрономічних спостережень і розробки їхньої методики, конструкція відбивного приладу. Одним з перших в Росії вивчав земний магнетизм. З його ініціативи в Казані були засновані дві обсерваторії — астрономічна, директором якої він був у 1838—1855, і магнітна (1843). У 1842 почав видання анналів Казанської астрономічної обсерваторії.
Член-кореспондент Петербурзької АН (з 1829), а також 15 зарубіжних академій наук і наукових товариств.
У 1842 здійснив ще одну поїздку по Європі, про яку докладно розповів у «Записках і спогадах про подорож по Англії, Франції, Бельгії та Німеччини в 1842 році» (Казань, 1844).
У 1846—1855 — ректор Казанського університету.
Широку популярність принесли Симонову його дослідження земного магнетизму (вони були опубліковані Карлом Гауссом у перекладі на німецьку мову). Розробив оригінальний метод визначення місцевого часу за виміряними висотами світил. У Казанській астрономічній обсерваторії зробив численні спостереження зоряних скупчень (в першу чергу Стожарів) і був першим російським астрономом, який спостерігав у листопаді 1846 щойно відкриту нову планету Нептун. Займався удосконаленням конструкцій астрономічних інструментів.
У його честь названий острів (Тува-Ітоло) в південній частині Тихого океану і північно-східний мис на острові Петра I.
Похований на Кизичеському кладовищі в Казані. У 2010 в Кизичеському монастирі споруджено умовне місце поховання І. М. Симонова з пам'ятним каменем.

## Публікації
- Астрономические и физические наблюдения, сделанные во время путешествия около света, ч. 1, СПБ, 1828;
- Опыт математической теории земного магнетизма, «Ученые записки Казанского университета», 1835, кн. 3.

## Виноски
1. 1 2  Симонов, Иван Михайлович // Русский биографический словарь / под ред. А. А. Половцов — СПб: 1904. — Т. 18. — С. 488–491.
2. ↑  Математичний генеалогічний проєкт — 1997.
3. ↑  Ректоры Казанского университета. Офіційний сайт Казанського федерального університету. Архів оригіналу за 5 березня 2021. Процитовано 16.01.2021.
4. 1 2  В КФУ почтут память Ивана Михайловича Симонова [Архівовано 4 березня 2016 у Wayback Machine.] // BezFormata.Ru. — 15 листопада 2010
5. ↑  Розвідка з історії південно-полярної експедиції Фабіана Готліба Тадеуса фон Беллінґсгаузена (1819-1821). Частина 1. Експедиція (укр.). 15 лютого 2019. Архів оригіналу за 21 липня 2019. Процитовано 29 січня 2020.
6. ↑  В. В. Аристов. Развитие науки: Иван Михайлович Симонов. Казань, 1983.
7. ↑  http://galspace.spb.ru/index54.html/ [Архівовано 27 червня 2012 у Wayback Machine.] Планета по расчету — открытие Нептуна